# Петер Янкович
Петер Янкович (нім. Peter Jankowitsch; нар. 10 липня 1933, Відень) — австрійський політичний діяч, дипломат.
Здобув юридичну освіту у Віденському університеті. Вступив до лав Соціал-демократичної партії Австрії. У 1983—1986, 1987—1990 і 1992—1993 роках перебував депутатом Національної ради Австрії. У 1986—1987 роках обіймав посаду федерального міністра закордонних справ. У 1990—1992 роках повторно входив в уряд як статс-секретар у відомстві федерального канцлера. У 1993—1998 роках служив послом Австрії в ОЕСР в Парижі. Входив до керівництва Більдерберзького клубу.